# Gazela-mongol
A gazela-mongol (Procapra gutturosa), ou zeren (em russo Дзерэн), é um antílope de médio porte nativo das estepes semi-áridas da Ásia Central, na Mongólia, bem como da Sibéria e China.